# Lý Kiến Hoa
Lý Kiến Hoa (sinh tháng 9 năm 1954) là chính khách nước Cộng hòa Nhân dân Trung Hoa. Ông là Bí thư Khu ủy Khu tự trị dân tộc Hồi Ninh Hạ từ năm 2013 đến năm 2017.

## Tiểu sử
Lý Kiến Hoa sinh năm 1954, người huyện Cố Thành, tỉnh Hà Bắc. Ông nhập ngũ phục vụ trong quân đội từ tháng 12 năm 1969 đến tháng 2 năm 1973. Tháng 5 năm 1975, ông gia nhập Đảng Cộng sản Trung Quốc.
Tháng 7 năm 1978 đến tháng 8 năm 1986, Lý Kiến Hoa làm việc tại Cục cán bộ kinh tế, Cục cán bộ cơ quan trung ương và Cục cán bộ khoa học giáo dục kinh tế đều thuộc Ban Tổ chức Trung ương. Ông học chuyên ngành kinh tế chính trị tại Trường Đảng Trung ương từ tháng 3 năm 1991 đến tháng 6 năm 1993. Tháng 9 năm 1993 đến tháng 7 năm 1996, Lý Kiến Hoa học nghiên cứu sinh tại chức chuyên ngành kinh tế chính trị tại Đại học Nam Khai và lấy bằng thạc sĩ kinh tế học.
Tháng 4 năm 1992, ông được bổ nhiệm giữ chức Phó Cục trưởng Cục cán bộ khoa học giáo dục kinh tế, Ban Tổ chức Trung ương. Tháng 2 năm 1994, ông được bổ nhiệm làm Phó Cục trưởng Cục cán bộ khoa học kỹ thuật kinh tế, Ban Tổ chức Trung ương. Tháng 3 năm 1999, ông được bổ nhiệm giữ chức Cục trưởng Cục điều phối cán bộ, Ban Tổ chức Trung ương.
Tháng 12 năm 2000, Lý Kiến Hoa được luân chuyển làm Trưởng Ban Tổ chức Tỉnh ủy Tứ Xuyên, đồng thời là Ủy viên Ban Thường vụ Tỉnh ủy Tứ Xuyên và đảm nhiệm vị trí này đến tháng 9 năm 2002, khi ông trở lại làm việc tại Ban Tổ chức Trung ương. Tháng 11 năm 2003, ông được bổ nhiệm làm Phó Trưởng Ban Tổ chức Trung ương. Tháng 3 năm 2011, ông được bổ nhiệm giữ chức Bí thư Đảng ủy Học viện Hành chính Quốc gia, Phó Viện trưởng Học viện Hành chính Quốc gia, một vị trí cấp bộ trưởng.
Tháng 3 năm 2013, Lý Kiến Hoa được bổ nhiệm làm Bí thư Khu ủy Khu tự trị dân tộc Hồi Ninh Hạ, vị trí lãnh đạo đứng đầu khu tự trị cấp tỉnh, kế nhiệm Trương Nghị. Tháng 4 năm 2013, ông được bầu kiêm nhiệm vị trí Chủ nhiệm Ủy ban Thường vụ Đại hội đại biểu nhân dân (Chủ tịch Hội đồng nhân dân) Khu tự trị dân tộc Hồi Ninh Hạ.
Tháng 4 năm 2017, Lý Kiến Hoa được miễn nhiệm chức vụ Bí thư Khu ủy Khu tự trị dân tộc Hồi Ninh Hạ, ở tuổi 62. Tháng 6 năm 2017, ông được bổ nhiệm làm Phó Chủ nhiệm Ủy ban Đề án của Chính hiệp toàn quốc khóa XII nhiệm kỳ 2013-2018.
Ông là Ủy viên Ban Chấp hành Trung ương Đảng Cộng sản Trung Quốc khóa XVIII. Ông cũng là đại biểu Quốc hội khóa XII nhiệm kỳ 2013-2018.